# Château-Chinon-Ville
Château-Chinon, tudi Château-Chinon (Ville), za ločitev od sosednjega istoimenskega kraja Château-Chinon (Campagne), je naselje in občina v osrednji francoski regiji Burgundiji, podprefektura departmaja Nièvre. Leta 1999 je naselje imelo 2.307 prebivalcev.

## Geografija
Kraj se nahaja vrh hriba nad levim bregom reke Yonne, je neuradno središče pokrajine Haute-Morvan.

## Administracija
Château-Chinon je sedež istoimenskega kantona, v katerega so poleg njegove vključene še občine Arleuf, Blismes, Château-Chinon (Campagne), Châtin, Corancy, Dommartin, Fâchin, Glux-en-Glenne, Lavault-de-Frétoy, Montigny-en-Morvan, Montreuillon, Saint-Hilaire-en-Morvan, Saint-Léger-de-Fougeret in Saint-Péreuse s 6.483 prebivalci.
Naselje je prav tako sedež okrožja, v katerem se nahajajo kantoni Château-Chinon, Châtillon-en-Bazois, Fours, Luzy, Montsauche-les-Settons in Moulins-Engilbert s 125.244 prebivalci.

## Znamenitosti
- Oppidum de Castrum Caninum, iz 1. do 3. stoletja.
- ostanek nekdanje trdnjave s kalvarijo,
- Porte Notre-Dame,
- nekdanji samostan Sainte-Claire iz 18. stoletja, danes muzej Septennat,
- spomenik monsinjorju Cortetu (1817-1898), škofu Troyesa, po rodu iz Château-Chinona,
- Mestna hiša z vodnjakom,
- neogotska cerkev Saint-Romain iz 19. stoletja,
- pokrajinski muzej,
- spominski prostor Françoisa Mitterranda (1916-1995).

## Pobratena mesta
- Cortona (Italija),
- Timbuktu (Mali),
- Villeréal (departma Lot-et-Garonne, Francija).